# Estados principescos de Pakistán

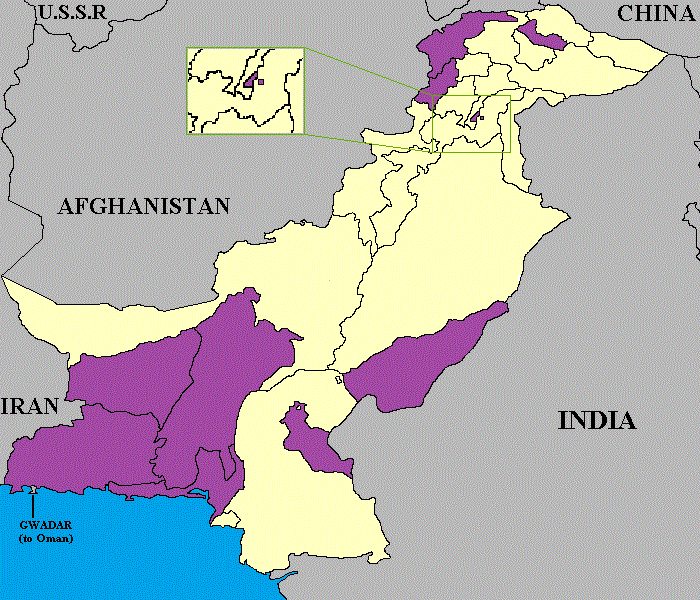
Los estados principescos de Pakistán en 1947, en violeta.

Los estados principescos de Pakistán (en urdu: پاکستان کی نوابی ریاستیں‎; en sindhi: پاڪستان جون نوابي رياستون‎) fueron estados principescos de la India británica que accedieron al nuevo Dominio de Pakistán entre 1947 y 1948, tras la partición de la India y su independencia.
En el momento de la retirada de las fuerzas británicas del subcontinente el 15 de agosto de 1947, Pakistán Occidental tenía menos de la mitad de su tamaño final. Fue necesario un año de negociaciones y accidentes para traer a los estados principescos a Pakistán, y siguió un largo proceso de integración.

## Opciones de los príncipes

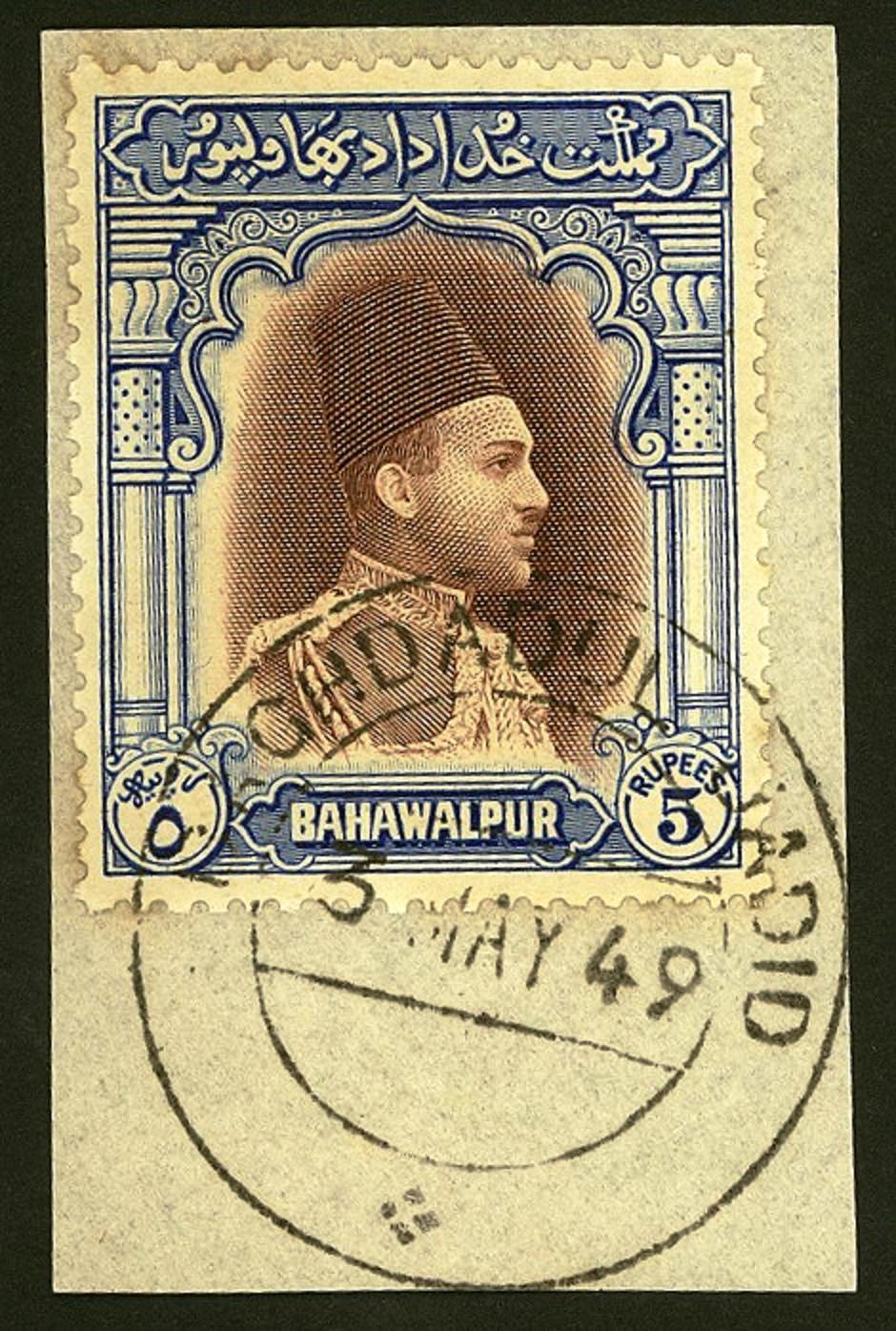
Sello de Sadeq Mohammad Khan V ,amir de Bahawalpur, usado en 1949.

Con la retirada de los británicos del subcontinente indio, en 1947, la Ley de Independencia de la India dispuso que los cientos de estados principescos que habían existido junto a la India británica, pero fuera de ella, quedaran liberados de todas sus alianzas subsidiarias y otras obligaciones contractuales con los británicos, mientras que al mismo tiempo, los británicos se retiraron de las obligaciones del tratado de defender los estados y mantener la paz. Los gobernantes tuvieron que decidir si accedían a uno de los nuevos estados independientes de India o Pakistán (ambos formados inicialmente a partir de las posesiones británicas) o si permanecían independientes fuera de ambos. Como afirmó Sardar Patel en una conferencia de prensa en enero de 1948: "Como todos saben, tras la expiración de la supremacía, cada estado indio se convirtió en una entidad independiente".
Sólo dos gobernantes accedieron a Pakistán en el primer mes de su independencia (agosto de 1947), mientras los demás consideraban qué hacer, pero la mayoría de los estados con una población de mayoría musulmana habían accedido a Pakistán al cabo de un año, impulsados en varios casos por la guerra indo-pakistaní de 1947.
Los Instrumentos de Adhesión puestos a disposición de los gobernantes para que los firmaran transfirieron sólo poderes limitados al Dominio de Pakistán, a saber, relaciones exteriores, defensa y comunicaciones; en la mayoría de los casos se creía que la firma dejaba a los estados en la posición que tenían bajo la soberanía de la Corona británica. El valí de Swat comentó que la adhesión de los Estados "no cambió mucho". Sin embargo, al cabo de una generación todos los estados principescos habían perdido su autonomía interna. Los últimos en caer fueron Hunza y Nagar, en octubre de 1974.

## Intentos de Junagarh y Bantva Manavadar de acceder
El estado principesco de Junagarh, un estado costero en la península de Kathiawar, tenía una población mayoritariamente hindú pero un gobernante musulmán, Muhammad Mahabat Khan III, y en agosto de 1947 decidió acceder a Pakistán, siendo el primer gobernante de un estado en hacerlo. El diván del nawab, Sir Shah Nawaz Bhutto, entregó personalmente el Instrumento de Adhesión a Jinnah, y el 13 de septiembre Jinnah aceptó la adhesión. Sin embargo, algunos de los súbditos hindúes que constituían la mayoría de la población se rebelaron y, tratando de obligar al nawab de Junagadh a cambiar su decisión, la India impuso un bloqueo al estado. El 8 de noviembre, después de perder toda esperanza de recibir ayuda de Pakistán, Bhutto pidió al gobierno indio que asumiera la administración del Estado como medida temporal para restablecer el orden. Este acuerdo estaba pendiente de un acuerdo final mediante negociaciones y no significaba que Junagarh hubiera accedido a la India. El Gobierno de la India nombró a un gobernador y organizó un referendo sobre el estatus del estado, que tuvo lugar el 20 de febrero de 1948 y votó abrumadoramente a favor de la unión con la India. Esto llevó a la integración de Junagarh en la India. India sostuvo que no había invadido Junagarh, sino que se había apoderado de él sólo después de que el gobierno de nawab se derrumbara por completo.
Ghulam Moinuddin Khanji, kan de Bantva Manavadar, un estado subordinado o vasallo de Junagarh, también firmó una adhesión a Pakistán el 24 de septiembre de 1947. La policía india invadió Manavadar el 22 de octubre y el kan fue arrestado. Tras un plebiscito, el estado se fusionó con el recién federado estado de Saurastra el 20 de febrero de 1949. El kan fue liberado como resultado del pacto Liaquat-Nehru del 8 de abril de 1950. Vivió en Karachi desde 1951, donde siguió siendo reconocido como príncipe. Se convirtió en presidente de la Federación de Hockey de Pakistán y murió en 2003.

## Estados principescos de Pakistán en orden de adhesión

### Bahawalpur

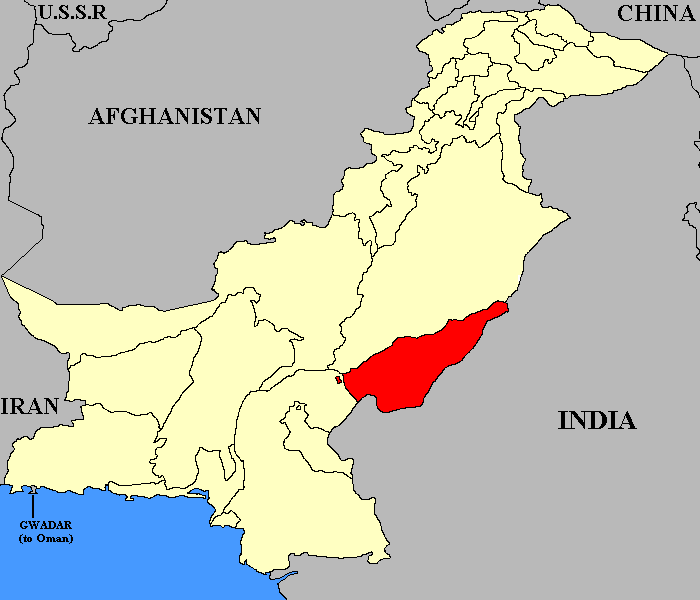
Bahawalpur.

El 3 de octubre de 1947, después de cierto retraso, el nabab (o emir) de Bahawalpur, Sadeq Mohammad Khan V, accedió a su estado en Pakistán, convirtiéndose en el primer gobernante en hacerlo con éxito. Cuando decenas de miles de refugiados musulmanes llegaron al estado desde la nueva India, se instituyó el Fondo de Ayuda y Rehabilitación para Refugiados Emir de Bahawalpur para brindarles ayuda. En 1953, el emir de Bahawalpur representó a Pakistán en la coronación de la reina Isabel II. En 1955 firmó un acuerdo con el gobernador general de Pakistán, Malik Ghulam Muhammad, según el cual Bahawalpur pasó a formar parte de la provincia de Pakistán Occidental, con efecto a partir del 14 de octubre de 1955, y el emir recibió una bolsa privada anual de 32 lakhs de rupias, manteniendo sus títulos.

### Khairpur

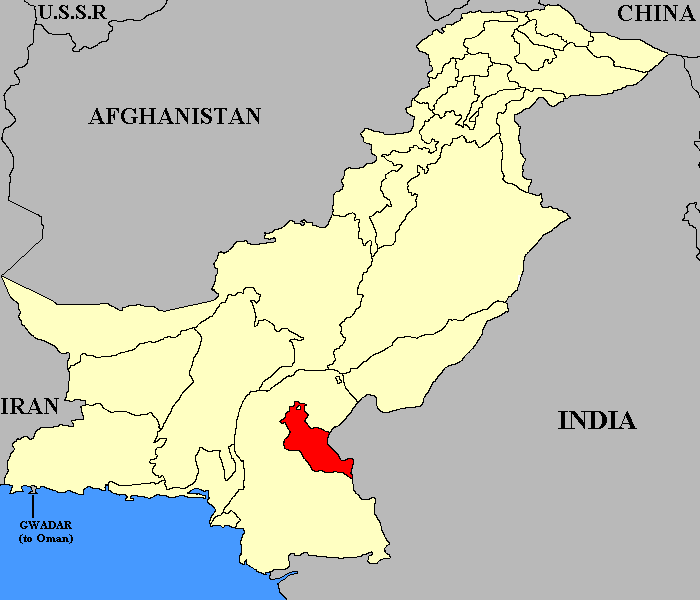
Khairpur.

El estado de Khairpur también accedió a Pakistán el 3 de octubre de 1947. George Ali Murad Khan (nacido en 1934), quien desde el 19 de julio de 1947 hasta el 14 de octubre de 1955 fue el último emir (o nabab) de Khairpur, fue menor de edad durante gran parte de su reinado, por lo que su regente, Mir Ghulam Hussain Khan Talpur Baluch, fue quien accedió a Pakistán en su nombre.
En 1950, el emir introdujo una forma de democracia con sufragio universal para los adultos. En 1955 el estado se integró en Pakistán. Los privilegios reales del emir fueron abolidos en 1972.
El último emir es uno de los pocos príncipes supervivientes.

### Chitral

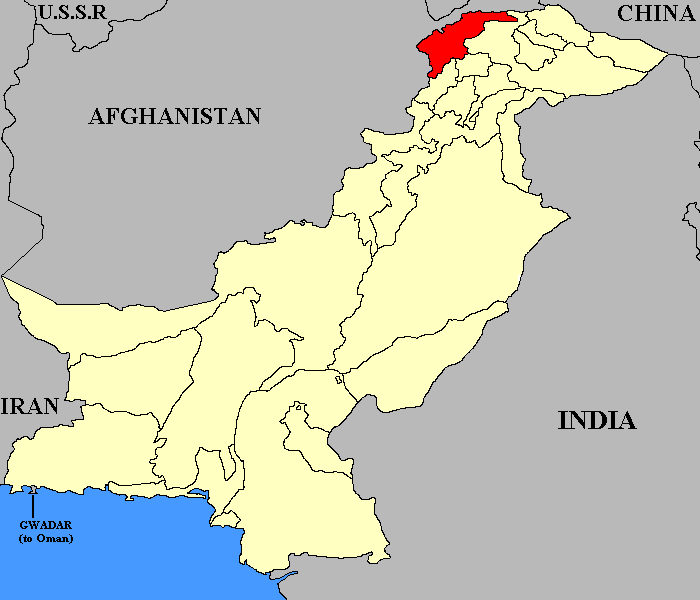
Chitral.

El mehtar de Chitral, Muzaffar-ul-Mulk (1901-1949), declaró su intención de acceder a Pakistán el 15 de agosto de 1947. Sin embargo, su adhesión formal se retrasó hasta el 6 de octubre. Murió en enero de 1949. Su hijo, Saif-ur-Rahman (1926-1954), había sido exiliado por el gobierno de Pakistán y una junta administrativa compuesta por nobles chitrali gobernaría el estado en su ausencia. En octubre de 1954, a Saif-ur-Rahman se le permitió regresar del exilio para hacerse cargo de Chitral, pero murió en un accidente aéreo de camino a casa, dejando a su hijo de cuatro años, Mohammad Saif-ul-Mulk Nasir (1950-1950). 2011) como gobernante. Su tío, Shahzada Asad ur-Rahman, actuó como regente hasta que cumplió la mayoría de edad y fue investido con todos los poderes de mehtar en el Fuerte Chitral en mayo de 1966.
El 28 de julio de 1969, el presidente Yahya Khan anunció la plena integración de los estados de Chitral, Dir y Swat en Pakistán, y el joven gobernante desposeído, que entonces tenía diecinueve años, acordó emprender una carrera diplomática. Se incorporó al Servicio Exterior en 1973 y se desempeñó como primer secretario en Ankara, de 1974 a 1979, jefe adjunto de protocolo en el Ministerio de Relaciones Exteriores, de 1979 a 1985, y cónsul general adjunto en Hong Kong, de 1985 a 1989.

### Swat

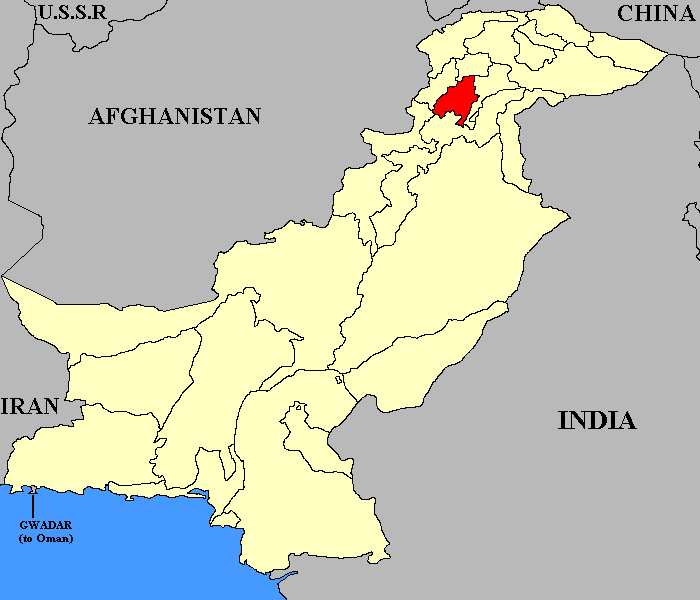
Swat.

El valí de Swat, Miangul Abdul Wadud, accedió a su estado en Pakistán el 3 de noviembre de 1947. El último valí, Miangul Jahan Zeb (1908-1987), continuó ejerciendo un gobierno absoluto hasta que Pakistán tomó el control, cuando el 28 de julio de 1969 Yahya Khan anunció la plena integración de los estados de Swat, Chitral y Dir en Pakistán.

### Hunza
Hunza, también conocido como Kanjut, era un pequeño estado principesco al norte de Jammu y Cachemira, y había estado sujeto a la soberanía del maharajá de Cachemira desde 1891. En 1931, se informó que su población era de 13.241 habitantes. Habiendo estado una vez bajo protección china, después de la salida de los británicos del subcontinente en agosto de 1947, Hunza recibió propuestas de la República de China, que deseaba que el mir volviera a la protección china. Sin embargo, el 3 de noviembre de 1947, el mir de Hunza, Mohammad Jamal Khan (1912-1976), que había sido gobernante sólo desde 1946, envió un telegrama a Jinnah manifestando que deseaba incorporar su estado a Pakistán. Esta acción se produjo una semana después de la decisión de Hari Singh, maharajá de Cachemira, de acceder a la India, tras la invasión de las tribus pastunes Mehsud, apoyadas por fuerzas paramilitares paquistaníes, en octubre de 1947, bajo el nombre en clave "Operación Gulmarg" para apoderarse de Cachemira. El 27 de octubre, las tropas del ejército indio entraron en Cachemira. La adhesión formal de Hunza tuvo lugar el 18 de noviembre. El 25 de septiembre de 1973, tras las protestas locales, el gobierno del mir llegó a su fin cuando Zulfikar Ali Bhutto, primer ministro de Pakistán, abolió el gobierno del mir y anexó el estado a las zonas del norte de Pakistán, bajo el gobierno federal. Dos años después de su abdicación forzada, el mir murió.[cita requerida]

### Nagar

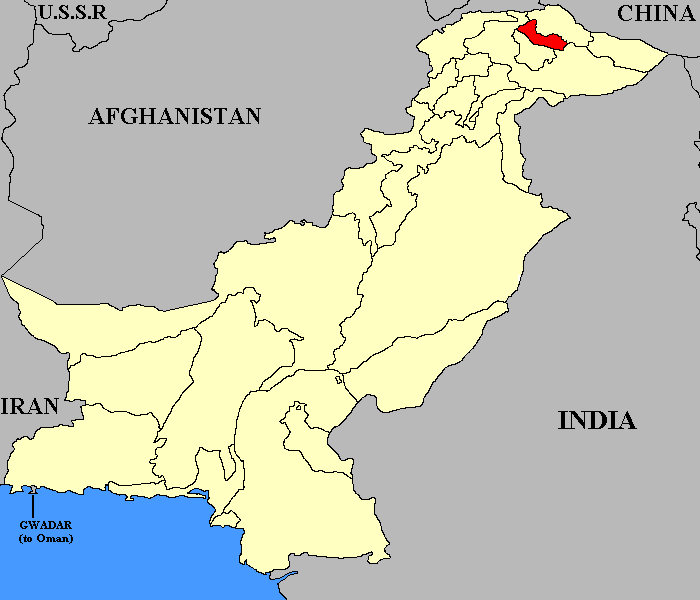
Nagar.

Nagar era otro pequeño estado del valle al norte de Cachemira y compartía el idioma y la cultura de Hunza. En 1931 tenía una población de 13.672 habitantes, muy parecida a la de Hunza.  El 18 de noviembre de 1947, su gobernante, Shaukat Ali Khan (1917-2003), que había subido al trono en 1940, se unió a su vecino para acceder a Pakistán. Lo hicieron después de resistir una presión considerable de Hari Singh de Jammu y Cachemira para que estableciera nuevas alianzas subsidiarias con él.
En 1968, Syed Yahya Shah, un político del valle, exigió derechos civiles a los mir de Nagar. El 25 de septiembre de 1973, poco después de que el Partido del Pueblo Pakistaní, dirigido por Zulfiqar Ali Bhutto, llegara al poder, el nuevo gobierno obligó al último Mir de Nagar, el brigadier Shaukat Ali Khan, a abdicar de su poder, al igual que el mir de Hunza, y al igual que Hunza, Nagar se fusionó con las áreas del norte, aunque al mir de Nagar le quedó parte de su función puramente ceremonial.

### Amb

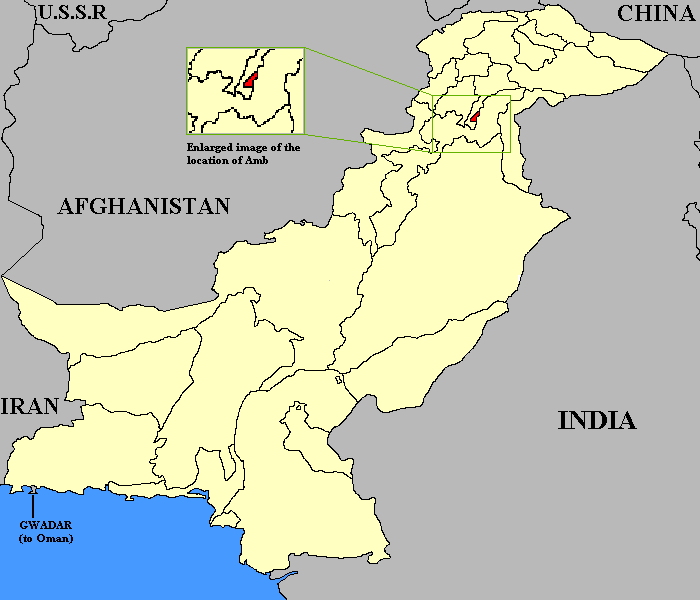
Amb.

El 31 de diciembre de 1947, Muhammad Farid Khan, nabab de Amb, accedió a Pakistán. Amb continuó siendo un estado autónomo dentro de Pakistán hasta 1969, cuando tras la muerte del nabab se incorporó a la provincia de la Frontera del Noroeste (ahora conocida como Jaiber Pastunjuá). En 1971 llegó a su fin el reconocimiento del estatus real de los nababs por parte del gobierno de Pakistán.
En 1958, se informó que Amb, un estado pequeño, tenía una superficie de 585 millas cuadradas (1515,2 km²) y una población de 48.656 habitantes.

### Phulra

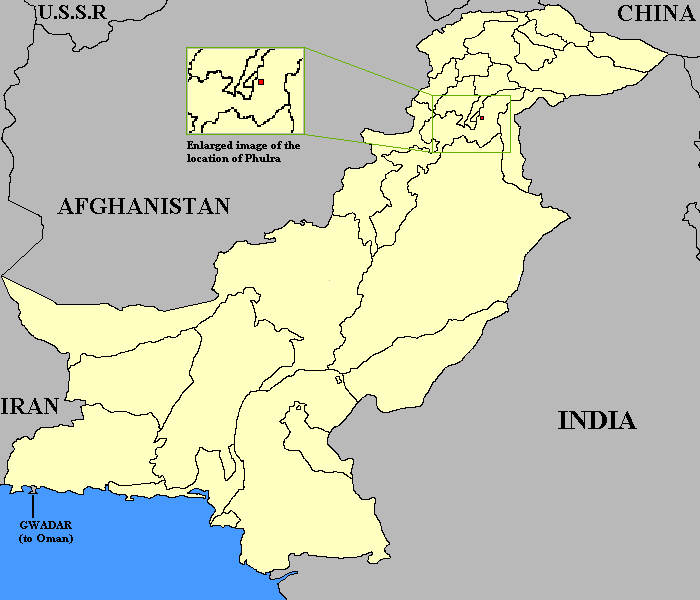
Phulra.

Phulra era un kanato cerca de Amb, con una población de aproximadamente 8.000 habitantes y un área de sólo 36 millas cuadradas (93,2 km²). Casi toda su población vivía en noventa y ocho aldeas. Su último kan, llamado Nawab Abdul Latif Khan. En 1949, el kanato llegó a su fin cuando se fusionó con la provincia de la Frontera del Noroeste.

### Dir

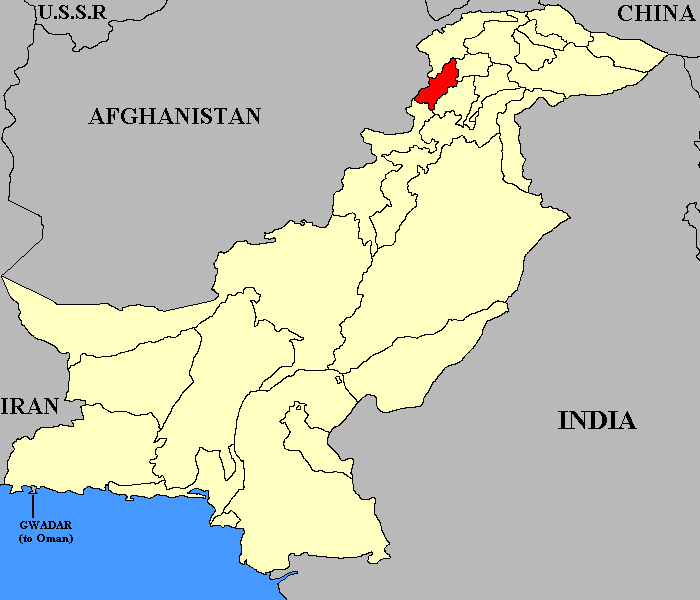
Dir.

El nabab de Dir, Sir Shah Jahan Khan, envió tropas para apoyar a Pakistán en la primera guerra de Cachemira de 1947, y firmó un instrumento de adhesión a Pakistán el 8 de noviembre, pero no fue hasta el 8 de febrero de 1948 que se aceptó la adhesión de su estado. por Jinnah como gobernador general. En 1961, Yahya Khan exilió a Jahan Khan y lo reemplazó como nabab con su hijo Mohammad Shah Khosru Khan, que era un general de división en el ejército de Pakistán, pero el control real pasó al agente político del estado. El 28 de julio de 1969, Yahya Khan anunció que los estados de Dir, Chitral y Swat se incorporaban a Pakistán.

### Las Bela

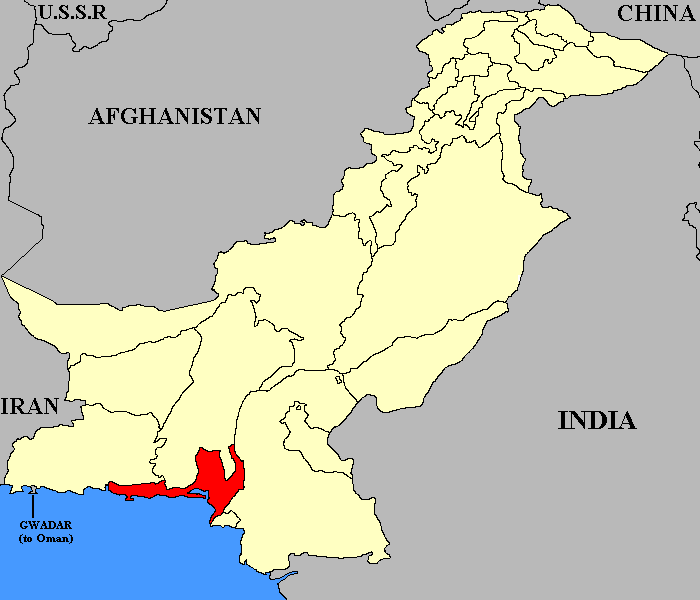
Las Bela.

El gobernante de Las Bela, Ghulam Qadir Khan (1920-1988), accedió a Pakistán el 7 de marzo de 1948, y Pakistán aceptó la adhesión el 17 de marzo. El estado fue miembro de la Unión de Estados de Baluchistán desde el 3 de octubre de 1952 al 14 de octubre de 1955, pero conservó su autonomía interna. Eso llegó a su fin en 1955, cuando Las Bela se incorporó a la nueva provincia de Pakistán Occidental y pasó a formar parte de la división de Kalat. En 1962, Las Bela se separó de Pakistán Occidental y se fusionó con el Territorio de la Capital Federal para formar Karachi-Bela. En 1970, se convirtió en el distrito de Lasbela de la nueva provincia de Baluchistán.

### Jarán

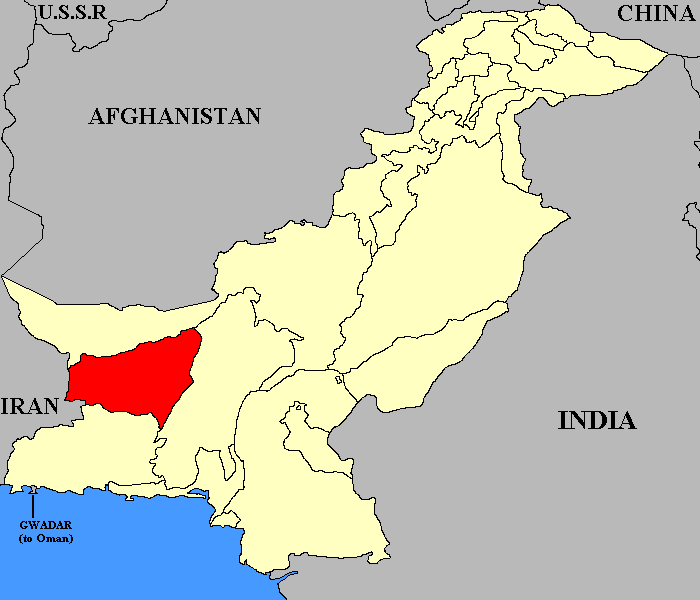
Jarán.

Con una superficie de 18,508 millas cuadradas (47,9 km²) y una población reportada en 1951 como 33.833,  Jarán fue uno de los estados principescos de Baluchistán que conservó cierto grado de independencia durante varios años. Su último nabab fue Habibullah Khan Nausherwani, un jefe baluchi (1897-1958), que estuvo en el poder desde 1911 hasta 1955.
El estado accedió a Pakistán el 17 de marzo de 1948, que fue aceptado el mismo día. El 21 de marzo de 1948, los gobernantes de Jarán, Makrán y Las Bela anunciaron que iban a incorporar sus estados al Dominio de Pakistán.

### Makrán

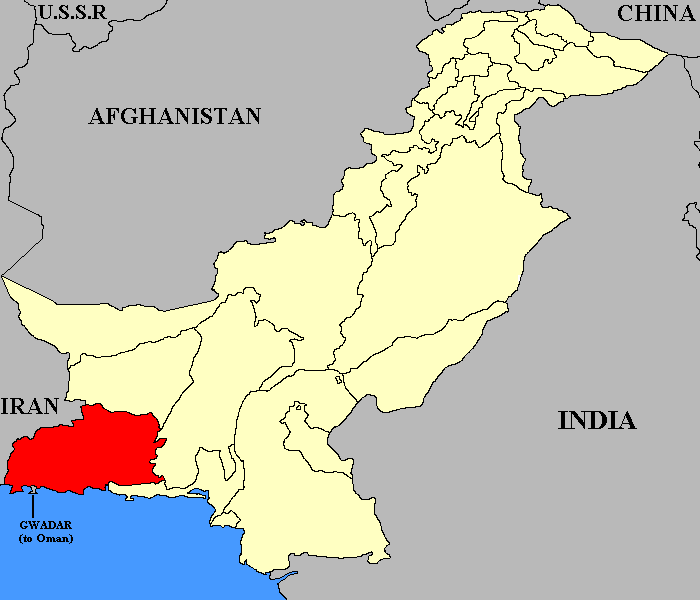
Makrán.

También el 17 de marzo de 1948, Makrán accedió a Pakistán, y el 3 de octubre de 1952 formó la Unión de Estados de Baluchistán con Kalat, Jarán y Las Bela. Makrán se disolvió el 14 de octubre de 1955, cuando se fusionó con la provincia de Pakistán Occidental. En 1970, el área del antiguo estado se organizó como distrito de Makrán (más tarde división de Makrán) de la provincia de Baluchistán.

### Kanato de Kalat

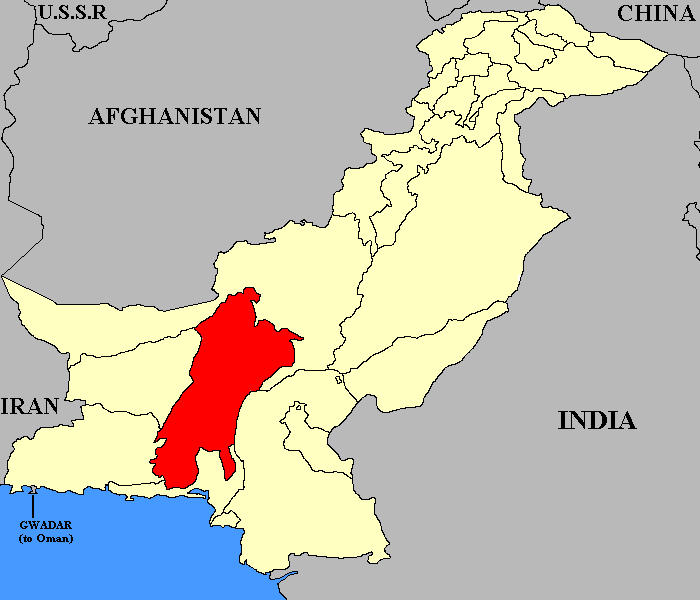
Kalat.

El kanato de Kalat, que cubría una superficie sustancial de 53,995 mi² (139,8 km²) , según se informó en 1951, tenía una población de 253.305 habitantes. Permaneció totalmente independiente desde el 15 de agosto de 1947 hasta el 27 de marzo de 1948, cuando su gobernante, Ahmad Yar Khan (1904-1979), finalmente accedió a Pakistán. El 3 de octubre de 1952, el estado de Kalat entró en la Unión de Estados de Baluchistán con tres estados vecinos, Jarán, Las Bela y Makrán, con el kan de Kalat a la cabeza de la Unión con el título de Khan-e-Azam. El kanato llegó a su fin el 14 de octubre de 1955, cuando se incorporó a Pakistán Occidental.
El 20 de junio de 1958, Mir Sir Ahmad Yar Khan Ahmedzai, el kan de Kalat, declaró la revuelta de Baluchistán. El 6 de octubre de 1958, la policía de Baluchistán capturó el Palacio de Kalat y arrestó al kan por sedición. Al día siguiente, Iskander Mirza declaró la ley marcial, lo que provocó disturbios en Baluchistán que duraron aproximadamente un año. El kan finalmente fue perdonado y puesto en libertad.